# Светлый (Волгоградская область)
Све́тлый — посёлок в Быковском районе Волгоградской области России. Входит в состав Кисловского сельского поселения.

## География
Посёлок расположен в Заволжье, в нескольких километрах от левого берега Волги (Волгоградского водохранилища) и в 8 километрах юго-восточнее села Кислово (по дорогам — 10). В 3 километрах западнее посёлка проходит трасса Р226.
На прилегающих к посёлку территориях культивируются арбузы и дыни.
Посёлок обслуживается отделением почтовой связи 404062, которое расположено в Быково.
Население составляет около 110 жителей (2002).

## История
На 01 июля 1968 года посёлок входил в состав Кисловского сельского совета.
На основании решения Волгоградского облисполкома от 5 марта 1987 года № 301 посёлок отделения № 4 совхоза «Волжский» Кисловского сельсовета был переименован в посёлок Светлый.